# スカイトラックス
スカイトラックス（英: Skytrax）は、イギリスに拠点を置く航空サービスリサーチ会社。

## 概要
世界の空港や航空会社の評価を行っており、客室乗務員、 空港ラウンジ、機内エンターテイメント設備、機体メンテナンスなど、評価の項目は多岐に渡り、独自の調査に加え、乗客から満足度調査などを行った上で、各国の国際空港や航空会社の評価を発表している。

## エアラインレーティング
スカイトラックスが格付けを認定し公表する航空会社は、スカイトラックスと航空会社双方がその対象とすることに合意した会社に限定される。過去に5つ星の認定を得ていたマレーシア航空は、2014年の連続事故ののち、スカイトラックスが格付けから除外した。アラブ首長国連邦のエティハド航空は、スカイトラックスの評価に不満があるとして自ら格付けを辞退すると発表した。
スカイトラックスは2025年現在、5スターの航空会社を11社認定している。

### 世界の5スターエアライン
| 航空会社                   | 国             | 航空連合                       | 期間                        |
| -------------------------- | -------------- | ------------------------------ | --------------------------- |
| 全日本空輸                 | 日本           | スターアライアンス             | 2013 -                      |
| アシアナ航空               | 韓国           | スターアライアンス             | 2007 -                      |
| キャセイパシフィック航空   | 香港           | ワンワールド                   | 2001 - 2002 / 2004 / 2006 - |
| エバー航空                 | 中華民国       | スターアライアンス             | 2016 -                      |
| ガルーダ・インドネシア航空 | インドネシア   | スカイチーム                   | 2014 -                      |
| 海南航空                   | 中華人民共和国 | 未加盟                         | 2010 -                      |
| 日本航空                   | 日本           | ワンワールド                   | 2018 -                      |
| 大韓航空                   | 韓国           | スカイチーム                   | 2020 -                      |
| カタール航空               | カタール       | ワンワールド                   | 2006 -                      |
| シンガポール航空           | シンガポール   | スターアライアンス             | 2001 - 2002 / 2004 / 2006 - |
| スターラックス航空         | 中華民国       | 未加盟（ワンワールド加盟予定） | 2025 -                      |

#### 過去の5スターエアライン
消滅した航空会社は取り消し線で示す。
| 航空会社                       | 国               | 航空連合           | 期間               |
| ------------------------------ | ---------------- | ------------------ | ------------------ |
| アンセット・オーストラリア航空 | オーストラリア   | スターアライアンス | 2001 - 2002        |
| ブリティッシュ・エアウェイズ   | イギリス         | ワンワールド       | 2001               |
| エミレーツ航空                 | アラブ首長国連邦 | 未加盟             | 2001               |
| エティハド航空                 | アラブ首長国連邦 | 未加盟             | 2016 - 2019        |
| キングフィッシャー航空         | インド           | 未加盟             | 2008 - 2010        |
| ルフトハンザドイツ航空         | ドイツ           | スターアライアンス | 2017 - 2022        |
| マレーシア航空                 | マレーシア       | ワンワールド       | 2001 / 2005 - 2013 |

## 空港レーティング

### 5スター
下記の22空港は最高位の5スターを獲得している。（2025年6月現在）
| 空港名                                          | 部門     | 国               | 都市               |
| ----------------------------------------------- | -------- | ---------------- | ------------------ |
| バーレーン国際空港                              | Regional | バーレーン       | マナーマ           |
| ヘイダル・アリエフ国際空港                      | Regional | アゼルバイジャン | バクー             |
| 成都天府国際空港                                | Regional | 中華人民共和国   | 成都               |
| 中部国際空港                                    | Regional | 日本             | 名古屋             |
| ハマド国際空港                                  | Hub      | カタール         | ドーハ             |
| 海口美蘭国際空港                                | Hub      | 中華人民共和国   | 海口               |
| 香港国際空港                                    | Hub      | 香港             | 香港               |
| ウィリアム・P・ホビー空港                       | Regional | アメリカ合衆国   | ヒューストン       |
| イスタンブール空港                              | Hub      | トルコ           | イスタンブール     |
| ミュンヘン空港                                  | Hub      | ドイツ           | ミュンヘン         |
| プラトフ国際空港                                | Regional | ロシア連邦       | ロストフ・ナ・ドヌ |
| マリスカル・スクレ国際空港                      | Regional | エクアドル       | キト               |
| フィウミチーノ空港                              | Hub      | イタリア         | ローマ             |
| サラーラ国際空港                                | Regional | オマーン         | サラーラ           |
| 仁川国際空港                                    | Hub      | 韓国             | ソウル             |
| 上海虹橋国際空港                                | Hub      | 中華人民共和国   | 上海               |
| 深圳宝安国際空港                                | Hub      | 中華人民共和国   | 深圳               |
| シンガポール・チャンギ国際空港                  | Hub      | シンガポール     | シンガポール       |
| ニューアーク・リバティー国際空港（ターミナルA） | Terminal | アメリカ合衆国   | ニューヨーク       |
| ラガーディア空港（ターミナルB）                 | Terminal | アメリカ合衆国   | ニューヨーク       |
| 東京国際空港                                    | Hub      | 日本             | 東京               |
| 成田国際空港                                    | Hub      | 日本             | 東京               |

2016年末より新たにリージョナル空港部門が設けられ、国内線および地域航空路線（飛行時間6時間未満を目安とする）中心の空港について別個に5段階評価を開始した。2017年2月に中部国際空港がこの部門で初の5スターを獲得した。

## ラウンジレーティング

### 5スター
下記の36のラウンジは最高位の5スターを獲得している。（2025年6月現在）
| ラウンジ名                                                      | 空港名                                                   | 国               | 航空会社                             |
| --------------------------------------------------------------- | -------------------------------------------------------- | ---------------- | ------------------------------------ |
| Air Canada Signature Suite Lounge                               | トロント・ピアソン国際空港                               | カナダ           | エア・カナダ                         |
| Air France La Première Lounge                                   | パリ＝シャルル・ド・ゴール空港                           | フランス         | エールフランス                       |
| Air New Zealand International Lounge                            | オークランド国際空港                                     | ニュージーランド | ニュージーランド航空                 |
| Air New Zealand International Lounge                            | シドニー国際空港                                         | オーストラリア   | ニュージーランド航空                 |
| Airport Lounge World                                            | ミュンヘン空港（ターミナル1）                            | ドイツ           | なし                                 |
| First Class Suite Lounge and Business Class ANA Lounge          | 東京国際空港                                             | 日本             | 全日本空輸                           |
| domestic Suite and ANA lounges                                  | 福岡空港                                                 | 日本             | 全日本空輸                           |
| Suite Lounge and Business Class Lounge                          | 成田国際空港                                             | 日本             | 全日本空輸                           |
| Asiana Airlines Business Suite Lounge                           | 仁川国際空港                                             | 大韓民国         | アシアナ航空                         |
| Cathay Pacific The Bridge Lounge                                | 香港国際空港                                             | 香港             | キャセイパシフィック航空             |
| Etihad Airways First Class Lounge                               | アブダビ国際空港                                         | アラブ首長国連邦 | エティハド航空                       |
| EVA Air Business class lounge                                   | スワンナプーム空港                                       | タイ             | エバー航空                           |
| Garuda Indonesia First Class Lounge                             | スカルノ・ハッタ国際空港                                 | インドネシア     | ガルーダ・インドネシア航空           |
| Hainan Airlines HNA Club                                        | 北京首都国際空港                                         | 中国             | 海南航空                             |
| Japan Airlines First and Business class lounges                 | 東京国際空港                                             | 日本             | 日本航空                             |
| Japan Airlines First and Business Class Lounges                 | 成田国際空港                                             | 日本             | 日本航空                             |
| Korean Air First Class Lounge                                   | 仁川国際空港                                             | 大韓民国         | 大韓航空                             |
| Lufthansa First Class Terminal                                  | フランクフルト空港                                       | ドイツ           | ルフトハンザドイツ航空               |
| Munich Airport VIP Wing                                         | ミュンヘン空港（ターミナル1）                            | ドイツ           | なし                                 |
| Plaza Premium First Lounge                                      | 香港国際空港                                             | 香港             | なし                                 |
| Primeclass Lounge                                               | マスカット国際空港                                       | オマーン         | なし                                 |
| Al Safwa and Al Mourjan Lounges                                 | ハマド国際空港                                           | カタール         | カタール航空                         |
| Qatar Airways Premium Lounge                                    | ロンドン・ヒースロー空港                                 | イギリス         | カタール航空                         |
| Qatar Airways Premium Lounge                                    | パリ＝シャルル・ド・ゴール空港                           | フランス         | カタール航空                         |
| Qatar Airways Premium Lounge                                    | シンガポール・チャンギ国際空港                           | シンガポール     | カタール航空                         |
| Sala VIP Domestic lounge                                        | マリスカル・スクレ国際空港                               | エクアドル       | なし                                 |
| Sala VIP International lounge                                   | マリスカル・スクレ国際空港                               | エクアドル       | なし                                 |
| Salon Maul Maxence                                              | パリ＝シャルル・ド・ゴール空港（ターミナル2A）           | フランス         | なし                                 |
| Saudi Arabian Airlines Alfursan First and Business class lounge | プリンス・モハンマド・ビン・アブドゥルアズィーズ国際空港 | サウジアラビア   | サウディア                           |
| Singapore Airlines First class and Business class lounges       | ロンドン・ヒースロー空港                                 | イギリス         | シンガポール航空                     |
| Singapore Airlines Private Room Lounge                          | シンガポール・チャンギ国際空港                           | シンガポール     | シンガポール航空                     |
| SWISS First Class Lounge                                        | チューリッヒ空港（ターミナルA）                          | スイス           | スイスインターナショナルエアラインズ |
| SWISS First Class Lounge                                        | チューリッヒ空港（ターミナルE）                          | スイス           | スイスインターナショナルエアラインズ |
| Pearl Lounge                                                    | バーレーン国際空港                                       | バーレーン       | なし                                 |
| Turkish Airlines Business Class lounge                          | イスタンブール空港                                       | トルコ           | ターキッシュエアラインズ             |
| United Airlines Polaris lounge                                  | ジョージ・ブッシュ・インターコンチネンタル空港           | アメリカ合衆国   | ユナイテッド航空                     |

## ワールド・エアライン・アワード
全部門の結果は、ワールド・エアライン・アワードの公式サイトで閲覧できる。
| 年   | 1位                                      | 2位                                      | 3位                                      |
| ---- | ---------------------------------------- | ---------------------------------------- | ---------------------------------------- |
| 2001 | エミレーツ航空                           | シンガポール航空                         | キャセイパシフィック航空                 |
| 2002 | エミレーツ航空                           | キャセイパシフィック航空                 | シンガポール航空                         |
| 2003 | キャセイパシフィック航空                 | エミレーツ航空                           | シンガポール航空                         |
| 2004 | シンガポール航空                         | エミレーツ航空                           | キャセイパシフィック航空                 |
| 2005 | キャセイパシフィック航空                 | カンタス航空                             | エミレーツ航空                           |
| 2006 | ブリティッシュ・エアウェイズ             | カンタス航空                             | キャセイパシフィック航空                 |
| 2007 | シンガポール航空                         | タイ国際航空                             | キャセイパシフィック航空                 |
| 2008 | シンガポール航空                         | キャセイパシフィック航空                 | カンタス航空                             |
| 2009 | キャセイパシフィック航空                 | シンガポール航空                         | アシアナ航空                             |
| 2010 | アシアナ航空                             | シンガポール航空                         | カタール航空                             |
| 2011 | カタール航空                             | シンガポール航空                         | アシアナ航空                             |
| 2012 | カタール航空                             | アシアナ航空                             | シンガポール航空                         |
| 2013 | エミレーツ航空                           | カタール航空                             | シンガポール航空                         |
| 2014 | キャセイパシフィック航空                 | カタール航空                             | シンガポール航空                         |
| 2015 | カタール航空                             | シンガポール航空                         | キャセイパシフィック航空                 |
| 2016 | エミレーツ航空                           | カタール航空                             | シンガポール航空                         |
| 2017 | カタール航空                             | シンガポール航空                         | 全日本空輸                               |
| 2018 | シンガポール航空                         | カタール航空                             | 全日本空輸                               |
| 2019 | カタール航空                             | シンガポール航空                         | 全日本空輸                               |
| 2020 | 新型コロナウイルス感染症の影響により中止 | 新型コロナウイルス感染症の影響により中止 | 新型コロナウイルス感染症の影響により中止 |
| 2021 | カタール航空                             | シンガポール航空                         | 全日本空輸                               |
| 2022 | カタール航空                             | シンガポール航空                         | エミレーツ航空                           |
| 2023 | シンガポール航空                         | カタール航空                             | 全日本空輸                               |
| 2024 | カタール航空                             | シンガポール航空                         | エミレーツ航空                           |
| 2025 | カタール航空                             | シンガポール航空                         | キャセイパシフィック航空                 |

### ワールド・ベスト・ローコスト・エアライン
世界の格安航空会社から選出される。
| 年   | 1位                                      | 2位                                      | 3位                                      |
| ---- | ---------------------------------------- | ---------------------------------------- | ---------------------------------------- |
| 2013 | エアアジア                               | ジェットスター航空                       | ヴァージン・アメリカ                     |
| 2014 | エアアジア                               | エアアジア X                             | ノルウェー・エアシャトル                 |
| 2015 | エアアジア                               | ヴァージン・アメリカ                     | ノルウェー・エアシャトル                 |
| 2016 | エアアジア                               | ヴァージン・アメリカ                     | ノルウェー・エアシャトル                 |
| 2017 | エアアジア                               | ノルウェー・エアシャトル                 | ヴァージン・アメリカ                     |
| 2018 | エアアジア                               | ノルウェー・エアシャトル                 | イージージェット                         |
| 2019 | エアアジア                               | イージージェット                         | ノルウェー・エアシャトル                 |
| 2020 | 新型コロナウイルス感染症の影響により中止 | 新型コロナウイルス感染症の影響により中止 | 新型コロナウイルス感染症の影響により中止 |
| 2021 | エアアジア                               | サウスウエスト航空                       | スクート                                 |
| 2022 | エアアジア                               | スクート                                 | サウスウエスト航空                       |
| 2023 | エアアジア                               | スクート                                 | IndiGo                                   |
| 2024 | エアアジア                               | スクート                                 | ボロテア                                 |
| 2025 | エアアジア                               | スクート                                 | IndiGo                                   |

### ワールド・ベスト・リージョナル・エアライン
世界の地域航空会社（スカイトラックスの定義では、主として短距離路線もしくは地域的な国際路線を就航する航空会社）から選出される。
| 年   | 1位                                      | 2位                                      | 3位                                      |
| ---- | ---------------------------------------- | ---------------------------------------- | ---------------------------------------- |
| 2013 | キャセイドラゴン航空                     | エーゲ航空                               | バンコク・エアウェイズ                   |
| 2014 | バンコク・エアウェイズ                   | キャセイドラゴン航空                     | エーゲ航空                               |
| 2015 | キャセイドラゴン航空                     | バンコク・エアウェイズ                   | エーゲ航空                               |
| 2016 | バンコク・エアウェイズ                   | キャセイドラゴン航空                     | 香港航空                                 |
| 2017 | バンコク・エアウェイズ                   | 香港航空                                 | キャセイドラゴン航空                     |
| 2018 | バンコク・エアウェイズ                   | キャセイドラゴン航空                     | アラスカ航空                             |
| 2019 | バンコク・エアウェイズ                   | キャセイドラゴン航空                     | ジェットブルー航空                       |
| 2020 | 新型コロナウイルス感染症の影響により中止 | 新型コロナウイルス感染症の影響により中止 | 新型コロナウイルス感染症の影響により中止 |
| 2021 | バンコク・エアウェイズ                   | ジェットブルー航空                       | エーゲ航空                               |
| 2022 | バンコク・エアウェイズ                   | エーゲ航空                               | ウエストジェット航空                     |
| 2023 | バンコク・エアウェイズ                   | エーゲ航空                               | スターラックス航空                       |
| 2024 | バンコク・エアウェイズ                   | エーゲ航空                               | アゼルバイジャン航空                     |
| 2025 | バンコク・エアウェイズ                   | ヴァージン・オーストラリア               | ポーター航空                             |

### ワールド・クリーンネスト・エアライン
機内における座席やテーブルといった、あらゆるものの清潔さや見栄えを評価し選出される。
| 年   | 1位                                      | 2位                                      | 3位                                      |
| ---- | ---------------------------------------- | ---------------------------------------- | ---------------------------------------- |
| 2013 | 全日本空輸                               | アシアナ航空                             | 大韓航空                                 |
| 2014 | アシアナ航空                             | 全日本空輸                               | シンガポール航空                         |
| 2015 | エバー航空                               | シンガポール航空                         | 全日本空輸                               |
| 2016 | キャセイパシフィック航空                 | エバー航空                               | 全日本空輸                               |
| 2017 | エバー航空                               | 全日本空輸                               | 日本航空                                 |
| 2018 | 全日本空輸                               | エバー航空                               | アシアナ航空                             |
| 2019 | エバー航空                               | 日本航空                                 | 全日本空輸                               |
| 2020 | 新型コロナウイルス感染症の影響により中止 | 新型コロナウイルス感染症の影響により中止 | 新型コロナウイルス感染症の影響により中止 |
| 2021 | 全日本空輸                               | シンガポール航空                         | 日本航空                                 |
| 2022 | 全日本空輸                               | シンガポール航空                         | 日本航空                                 |
| 2023 | 全日本空輸                               | アシアナ航空                             | カタール航空                             |
| 2024 | キャセイパシフィック航空                 | 全日本空輸                               | エバー航空                               |
| 2025 | エバー航空                               | 全日本空輸                               | キャセイパシフィック航空                 |

### ワールド・ベスト・インフライト・エンターテインメント
映画・音楽や機内Wi-Fiといった、機内エンターテイメント全般の品質を評価し選出される。
| 年   | 1位                                      | 2位                                      | 3位                                      |
| ---- | ---------------------------------------- | ---------------------------------------- | ---------------------------------------- |
| 2013 | エミレーツ航空                           | シンガポール航空                         | キャセイパシフィック航空                 |
| 2014 | エミレーツ航空                           | シンガポール航空                         | ターキッシュ エアラインズ                |
| 2015 | エミレーツ航空                           | カタール航空                             | シンガポール航空                         |
| 2016 | エミレーツ航空                           | シンガポール航空                         | カタール航空                             |
| 2017 | エミレーツ航空                           | カタール航空                             | シンガポール航空                         |
| 2018 | エミレーツ航空                           | シンガポール航空                         | カタール航空                             |
| 2019 | エミレーツ航空                           | カタール航空                             | シンガポール航空                         |
| 2020 | 新型コロナウイルス感染症の影響により中止 | 新型コロナウイルス感染症の影響により中止 | 新型コロナウイルス感染症の影響により中止 |
| 2021 | エミレーツ航空                           | シンガポール航空                         | カタール航空                             |
| 2022 | エミレーツ航空                           | ユナイテッド航空                         | カタール航空                             |
| 2023 | キャセイパシフィック航空                 | エミレーツ航空                           | カタール航空                             |
| 2024 | エミレーツ航空                           | キャセイパシフィック航空                 | カタール航空                             |
| 2025 | キャセイパシフィック航空                 | エミレーツ航空                           | カタール航空                             |

### ワールド・ベスト・エアポート・サービス
空港における航空会社のスタッフ・施設等の品質に対する乗客の評価に基づいて選出される。
| 年   | 1位                                      | 2位                                      | 3位                                      |
| ---- | ---------------------------------------- | ---------------------------------------- | ---------------------------------------- |
| 2013 | 全日本空輸                               | アシアナ航空                             | 大韓航空                                 |
| 2014 | 全日本空輸                               | エバー航空                               | タイ国際航空                             |
| 2015 | 全日本空輸                               | エバー航空                               | ガルーダ・インドネシア航空               |
| 2016 | 全日本空輸                               | エバー航空                               | タイ国際航空                             |
| 2017 | 全日本空輸                               | ガルーダ・インドネシア航空               | シンガポール航空                         |
| 2018 | エバー航空                               | 全日本空輸                               | キャセイパシフィック航空                 |
| 2019 | 全日本空輸                               | タイ国際航空                             | 日本航空                                 |
| 2020 | 新型コロナウイルス感染症の影響により中止 | 新型コロナウイルス感染症の影響により中止 | 新型コロナウイルス感染症の影響により中止 |
| 2021 | 全日本空輸                               | シンガポール航空                         | 日本航空                                 |
| 2022 | 全日本空輸                               | シンガポール航空                         | 日本航空                                 |
| 2023 | 全日本空輸                               | 日本航空                                 | アシアナ航空                             |
| 2024 | 全日本空輸                               | 日本航空                                 | キャセイパシフィック航空                 |
| 2025 | 全日本空輸                               | 日本航空                                 | エバー航空                               |

### ワールド・ベスト・エアライン・アライアンス
世界の航空連合から選出される。この部門は毎年1位から3位までのみの発表となっている。
| 年   | 1位                                      | 2位                                      | 3位                                      |
| ---- | ---------------------------------------- | ---------------------------------------- | ---------------------------------------- |
| 2013 | ワンワールド                             | スターアライアンス                       | スカイチーム                             |
| 2014 | ワンワールド                             | スターアライアンス                       | スカイチーム                             |
| 2015 | ワンワールド                             | スターアライアンス                       | スカイチーム                             |
| 2016 | スターアライアンス                       | ワンワールド                             | スカイチーム                             |
| 2017 | スターアライアンス                       | ワンワールド                             | スカイチーム                             |
| 2018 | スターアライアンス                       | ワンワールド                             | スカイチーム                             |
| 2019 | スターアライアンス                       | ワンワールド                             | スカイチーム                             |
| 2020 | 新型コロナウイルス感染症の影響により中止 | 新型コロナウイルス感染症の影響により中止 | 新型コロナウイルス感染症の影響により中止 |
| 2021 | ワンワールド                             | スターアライアンス                       | スカイチーム                             |
| 2022 | スターアライアンス                       | スカイチーム                             | ワンワールド                             |
| 2023 | スターアライアンス                       | スカイチーム                             | ワンワールド                             |
| 2024 | スターアライアンス                       | ワンワールド                             | スカイチーム                             |
| 2025 | スターアライアンス                       | ワンワールド                             | スカイチーム                             |

### ベスト・イン・クラス
本節では、各部門の1位のみ示している。

#### ベスト・ファーストクラス・エアライン
ファーストクラスにおける総合評価の他、空港ラウンジ・座席・機内食・ラウンジで提供される食事・機内でのアメニティの品質に対する乗客の評価に基づいて選出される。
| 年   | ベスト・エアライン                       | ラウンジ                                      | シート                                   | ケータリング （機内ケータリング）        | ラウンジ・ダイニング （ラウンジケータリング） | アメニティ                               |
| ---- | ---------------------------------------- | --------------------------------------------- | ---------------------------------------- | ---------------------------------------- | --------------------------------------------- | ---------------------------------------- |
| 2013 | エティハド航空                           | ルフトハンザドイツ航空                        | エティハド航空                           | エティハド航空                           | -                                             | -                                        |
| 2014 | シンガポール航空                         | エールフランス                                | エミレーツ航空                           | エティハド航空                           | エールフランス                                | サウディア                               |
| 2015 | エティハド航空                           | ルフトハンザドイツ航空                        | シンガポール航空                         | エティハド航空                           | エールフランス                                | エミレーツ航空                           |
| 2016 | エティハド航空                           | キャセイパシフィック航空                      | エティハド航空                           | エティハド航空                           | エールフランス                                | エールフランス                           |
| 2017 | エティハド航空                           | カタール航空                                  | エティハド航空                           | エティハド航空                           | ルフトハンザドイツ航空                        | エミレーツ航空                           |
| 2018 | シンガポール航空                         | カタール航空                                  | シンガポール航空                         | エールフランス                           | エールフランス                                | エールフランス                           |
| 2019 | シンガポール航空                         | スイス インターナショナル エアラインズ        | シンガポール航空                         | エールフランス                           | エールフランス                                | エールフランス                           |
| 2020 | 新型コロナウイルス感染症の影響により中止 | 新型コロナウイルス感染症の影響により中止      | 新型コロナウイルス感染症の影響により中止 | 新型コロナウイルス感染症の影響により中止 | 新型コロナウイルス感染症の影響により中止      | 新型コロナウイルス感染症の影響により中止 |
| 2021 | シンガポール航空                         | ルフトハンザドイツ航空（FRA）                 | シンガポール航空                         | ルフトハンザドイツ航空                   | -                                             | -                                        |
| 2022 | シンガポール航空                         | スイス インターナショナル エアラインズ（ZRH） | シンガポール航空                         | シンガポール航空                         | スイス インターナショナル エアラインズ        | -                                        |
| 2023 | シンガポール航空                         | エールフランス（CDG）                         | シンガポール航空                         | エールフランス                           | エールフランス                                | シンガポール航空                         |
| 2024 | シンガポール航空                         | スイス インターナショナル エアラインズ（ZRH） | シンガポール航空                         | エールフランス                           | エールフランス                                | エミレーツ航空                           |
| 2025 | シンガポール航空                         | ルフトハンザドイツ航空（FRA）                 | シンガポール航空                         | シンガポール航空                         | エールフランス                                | エールフランス                           |

#### ベスト・ビジネスクラス・エアライン
ビジネスクラスにおける総合評価の他、空港ラウンジ・座席・機内食・ラウンジで提供される食事・機内でのアメニティの品質に対する乗客の評価に基づいて選出される。
| 年   | ベスト・エアライン                       | ラウンジ                                 | シート                                   | ケータリング （機内ケータリング）        | ラウンジ・ダイニング （ラウンジケータリング） | アメニティ                               |
| ---- | ---------------------------------------- | ---------------------------------------- | ---------------------------------------- | ---------------------------------------- | --------------------------------------------- | ---------------------------------------- |
| 2013 | カタール航空                             | カタール航空                             | 日本航空                                 | トルコ航空                               | -                                             | -                                        |
| 2014 | カタール航空                             | カタール航空                             | シンガポール航空                         | トルコ航空                               | トルコ航空                                    | 海南航空                                 |
| 2015 | シンガポール航空                         | ターキッシュ エアラインズ                | カタール航空                             | オーストリア航空                         | ターキッシュ エアラインズ                     | カタール航空                             |
| 2016 | カタール航空                             | カタール航空                             | シンガポール航空                         | ターキッシュ エアラインズ                | ターキッシュ エアラインズ                     | エバー航空                               |
| 2017 | カタール航空                             | ターキッシュ エアラインズ                | シンガポール航空                         | ターキッシュ エアラインズ                | ターキッシュ エアラインズ                     | エバー航空                               |
| 2018 | カタール航空                             | ターキッシュ エアラインズ                | カタール航空                             | オーストリア航空                         | ターキッシュ エアラインズ                     | 海南航空                                 |
| 2019 | カタール航空                             | ユナイテッド航空（SFO）                  | カタール航空                             | 全日本空輸                               | エア・カナダ                                  | 海南航空                                 |
| 2020 | 新型コロナウイルス感染症の影響により中止 | 新型コロナウイルス感染症の影響により中止 | 新型コロナウイルス感染症の影響により中止 | 新型コロナウイルス感染症の影響により中止 | 新型コロナウイルス感染症の影響により中止      | 新型コロナウイルス感染症の影響により中止 |
| 2021 | カタール航空                             | カタール航空（DOH）                      | カタール航空                             | カタール航空                             | -                                             | -                                        |
| 2022 | カタール航空                             | ヴァージン・アトランティック航空（LHR）  | カタール航空                             | ターキッシュ エアラインズ                | カタール航空                                  | -                                        |
| 2023 | カタール航空                             | カタール航空（DOH）                      | カタール航空                             | ターキッシュ エアラインズ                | カタール航空                                  | 海南航空                                 |
| 2024 | カタール航空                             | カタール航空（DOH）                      | カタール航空                             | ターキッシュ エアラインズ                | エア・カナダ                                  | 海南航空                                 |
| 2025 | カタール航空                             | カタール航空（DOH）                      | カタール航空                             | ターキッシュ エアラインズ                | エア・カナダ                                  | 海南航空                                 |

#### ベスト・プレミアムエコノミークラス・エアライン
プレミアムエコノミークラスにおける総合評価の他、座席・機内食の品質に対する乗客の評価に基づいて選出される。
| 年   | ベスト・エアライン                       | ベスト・シート                           | ベスト・ケータリング                     |
| ---- | ---------------------------------------- | ---------------------------------------- | ---------------------------------------- |
| 2013 | ニュージーランド航空                     | ニュージーランド航空                     | ニュージーランド航空                     |
| 2014 | ニュージーランド航空                     | ニュージーランド航空                     | カンタス航空                             |
| 2015 | ニュージーランド航空                     | ニュージーランド航空                     | ニュージーランド航空                     |
| 2016 | ニュージーランド航空                     | ニュージーランド航空                     | カンタス航空                             |
| 2017 | カンタス航空                             | カンタス航空                             | シンガポール航空                         |
| 2018 | ニュージーランド航空                     | ニュージーランド航空                     | アエロフロート・ロシア航空               |
| 2019 | ヴァージン・アトランティック航空         | ヴァージン・アトランティック航空         | オーストリア航空                         |
| 2020 | 新型コロナウイルス感染症の影響により中止 | 新型コロナウイルス感染症の影響により中止 | 新型コロナウイルス感染症の影響により中止 |
| 2021 | ヴァージン・アトランティック航空         | デルタ航空                               | ブリティッシュ・エアウェイズ             |
| 2022 | ヴァージン・アトランティック航空         | エミレーツ航空                           | カンタス航空                             |
| 2023 | エバー航空                               | エミレーツ航空                           | エバー航空                               |
| 2024 | 日本航空                                 | 日本航空                                 | エバー航空                               |
| 2025 | ヴァージン・アトランティック航空         | エミレーツ航空                           | ヴァージン・アトランティック航空         |

#### ベスト・エコノミークラス・エアライン
エコノミークラスにおける総合評価の他、座席・機内食の品質に対する乗客の評価に基づいて選出される。
| 年   | ベスト・エアライン                       | ベスト・シート                           | ベスト・ケータリング                     |
| ---- | ---------------------------------------- | ---------------------------------------- | ---------------------------------------- |
| 2013 | ガルーダ・インドネシア航空               | ガルーダ・インドネシア航空               | アシアナ航空                             |
| 2014 | アシアナ航空                             | サウディア                               | タイ国際航空                             |
| 2015 | アシアナ航空                             | 日本航空                                 | アシアナ航空                             |
| 2016 | アシアナ航空                             | アシアナ航空                             | アシアナ航空                             |
| 2017 | タイ国際航空                             | 日本航空                                 | タイ国際航空                             |
| 2018 | タイ国際航空                             | 日本航空                                 | タイ国際航空                             |
| 2019 | 日本航空                                 | 日本航空                                 | エバー航空                               |
| 2020 | 新型コロナウイルス感染症の影響により中止 | 新型コロナウイルス感染症の影響により中止 | 新型コロナウイルス感染症の影響により中止 |
| 2021 | 日本航空                                 | 日本航空                                 | シンガポール航空                         |
| 2022 | エミレーツ航空                           | 日本航空                                 | エミレーツ航空                           |
| 2023 | 日本航空                                 | 日本航空                                 | ターキッシュ エアラインズ                |
| 2024 | キャセイパシフィック航空                 | 日本航空                                 | サウディア                               |
| 2025 | キャセイパシフィック航空                 | 日本航空                                 | エバー航空                               |

### ワールド・ベスト・キャビン・クルー
ハードサービス（技術、効率性、注意力など）とソフトサービス（スタッフの熱意、態度、親しみやすさ、ホスピタリティなど）において、客室乗務員の総合的なパフォーマンスが評価される。
| 年   | 1位                                      | 2位                                      | 3位                                      |
| ---- | ---------------------------------------- | ---------------------------------------- | ---------------------------------------- |
| 2014 | ガルーダ・インドネシア航空               | 不明                                     | 不明                                     |
| 2015 | ガルーダ・インドネシア航空               | 不明                                     | 不明                                     |
| 2016 | ガルーダ・インドネシア航空               | 不明                                     | 不明                                     |
| 2017 | ガルーダ・インドネシア航空               | 不明                                     | 不明                                     |
| 2018 | ガルーダ・インドネシア航空               | シンガポール航空                         | 全日本空輸                               |
| 2019 | シンガポール航空                         | ガルーダ・インドネシア航空               | 全日本空輸                               |
| 2020 | 新型コロナウイルス感染症の影響により中止 | 新型コロナウイルス感染症の影響により中止 | 新型コロナウイルス感染症の影響により中止 |
| 2021 | シンガポール航空                         | 全日本空輸                               | タイ国際航空                             |
| 2022 | シンガポール航空                         | 全日本空輸                               | ガルーダ・インドネシア航空               |
| 2023 | ガルーダ・インドネシア航空               | シンガポール航空                         | 全日本空輸                               |
| 2024 | シンガポール航空                         | 全日本空輸                               | ガルーダ・インドネシア航空               |
| 2025 | シンガポール航空                         | 全日本空輸                               | キャセイパシフィック航空                 |

## ワールド・エアポート・アワード
全部門の結果は、ワールド・エアポート・アワードの公式サイトで閲覧できる。
| 年   | 1位                            | 2位                            | 3位                            |
| ---- | ------------------------------ | ------------------------------ | ------------------------------ |
| 1999 | アムステルダム・スキポール空港 | -                              | -                              |
| 2000 | シンガポール・チャンギ国際空港 | -                              | -                              |
| 2001 | 香港国際空港                   | クアラルンプール国際空港       | シンガポール・チャンギ国際空港 |
| 2002 | 香港国際空港                   | シンガポール・チャンギ国際空港 | シドニー国際空港               |
| 2003 | 香港国際空港                   | シンガポール・チャンギ国際空港 | ドバイ国際空港                 |
| 2004 | 香港国際空港                   | シンガポール・チャンギ国際空港 | アムステルダム・スキポール空港 |
| 2005 | 香港国際空港                   | シンガポール・チャンギ国際空港 | 仁川国際空港                   |
| 2006 | シンガポール・チャンギ国際空港 | 香港国際空港                   | ミュンヘン国際空港             |
| 2007 | 香港国際空港                   | 仁川国際空港                   | シンガポール・チャンギ国際空港 |
| 2008 | 香港国際空港                   | シンガポール・チャンギ国際空港 | 仁川国際空港                   |
| 2009 | 仁川国際空港                   | 香港国際空港                   | シンガポール・チャンギ国際空港 |
| 2010 | シンガポール・チャンギ国際空港 | 仁川国際空港                   | 香港国際空港                   |
| 2011 | 香港国際空港                   | シンガポール・チャンギ国際空港 | 仁川国際空港                   |
| 2012 | 仁川国際空港                   | シンガポール・チャンギ国際空港 | 香港国際空港                   |
| 2013 | シンガポール・チャンギ国際空港 | 仁川国際空港                   | アムステルダム・スキポール空港 |
| 2014 | シンガポール・チャンギ国際空港 | 仁川国際空港                   | ミュンヘン国際空港             |
| 2015 | シンガポール・チャンギ国際空港 | 仁川国際空港                   | ミュンヘン国際空港             |
| 2016 | シンガポール・チャンギ国際空港 | 仁川国際空港                   | ミュンヘン国際空港             |
| 2017 | シンガポール・チャンギ国際空港 | 東京国際空港                   | 仁川国際空港                   |
| 2018 | シンガポール・チャンギ国際空港 | 仁川国際空港                   | 東京国際空港                   |
| 2019 | シンガポール・チャンギ国際空港 | 東京国際空港                   | 仁川国際空港                   |
| 2020 | シンガポール・チャンギ国際空港 | 東京国際空港                   | ハマド国際空港                 |
| 2021 | ハマド国際空港                 | 東京国際空港                   | シンガポール・チャンギ国際空港 |
| 2022 | ハマド国際空港                 | 東京国際空港                   | シンガポール・チャンギ国際空港 |
| 2023 | シンガポール・チャンギ国際空港 | ハマド国際空港                 | 東京国際空港                   |
| 2024 | ハマド国際空港                 | シンガポール・チャンギ国際空港 | 仁川国際空港                   |
| 2025 | シンガポール・チャンギ国際空港 | ハマド国際空港                 | 東京国際空港                   |

### ワールド・ベスト・ドメスティック・エアポート
世界の空港から選出される。国際空港であっても、国内線部門のみが評価の対象となる。
| 年   | 1位          | 2位              | 3位                    |
| ---- | ------------ | ---------------- | ---------------------- |
| 2013 | 東京国際空港 | 上海虹橋国際空港 | キング・シャカ国際空港 |
| 2014 | 東京国際空港 | 上海虹橋国際空港 | キング・シャカ国際空港 |
| 2015 | 東京国際空港 | 上海虹橋国際空港 | キング・シャカ国際空港 |
| 2019 | 東京国際空港 | 上海虹橋国際空港 | 大阪国際空港           |
| 2022 | 東京国際空港 | 上海虹橋国際空港 | 成都双流国際空港       |
| 2023 | 東京国際空港 | 上海虹橋国際空港 | 成都天府国際空港       |
| 2024 | 東京国際空港 | 上海虹橋国際空港 | 成都天府国際空港       |
| 2025 | 東京国際空港 | 大阪国際空港     | 成都天府国際空港       |

### ワールド・ベスト・リージョナル・エアポート
2015年度新設部門。世界の地方空港（スカイトラックスの定義では、「通常、首都以外の都市に位置し、主として短～中距離路線が運航され、長距離国際路線の主要ハブではない空港」）が評価の対象となる。
| 年   | 1位          | 2位                  | 3位                    |
| ---- | ------------ | -------------------- | ---------------------- |
| 2015 | 中部国際空港 | ケルン・ボン空港     | ロンドン・シティ空港   |
| 2018 | 中部国際空港 | ハンブルク空港       | キング・シャカ国際空港 |
| 2019 | 中部国際空港 | ケルン・ボン空港     | ロンドン・シティ空港   |
| 2021 | 中部国際空港 | ハンブルク空港       | 福岡空港               |
| 2022 | 中部国際空港 | デュッセルドルフ空港 | 海口美蘭国際空港       |
| 2023 | 中部国際空港 | デュッセルドルフ空港 | 海口美蘭国際空港       |
| 2024 | 中部国際空港 | 福岡空港             | 海口美蘭国際空港       |
| 2025 | 中部国際空港 | ラガーディア空港     | デュッセルドルフ空港   |

### 全ての結果
| - 航空会社レーティング - 5つ星 - 4つ星 - 3つ星 - 2つ星 - 1つ星 | - 空港レーティング - 5つ星 - 4つ星 - 3つ星 - 2つ星 - 1つ星 | - ワールド・エアライン・アワード - 部門一覧 - 2014年度 - 2013年度 - 2012年度 - 2011年度 | - ワールド・エアポート・アワード - 部門一覧 - 2015年度 - 2014年度 - 2013年度 |